# El prisionero irlandés
El prisionero irlandés es una película argentina de drama histórico de 2015 dirigida por Carlos M. Jaureguialzo y Marcela Silva y Nasute.
La cinta está protagonizada por Alexia Moyano, Tom Harris, Manuel Vicente, Alberto Benegas, Juan Grandinetti y Yoska Lázaro. Su estreno en Argentina se produjo en mayo de 2015.

## Sinopsis
La historia está ambientada en 1806, durante las invasiones inglesas, las cuales fracasan. Los prisioneros son trasladados a distintos puntos del país. Conor, un soldado irlandés reclutado por el ejército inglés, se enamora de Luisa, una joven viuda que se niega a abandonar su tierra y resiste en soledad los embates de la guerra. Se trata de una historia de amor llena de complicaciones en un país que lucha por lograr su independencia.

## Elenco

### Principales
- Alexia Moyano como Luisa Ochoa.
- Tom Harris como Conor Doolin.
- Manuel Vicente como Capitán Lucero.
- Alberto Benegas como Sixto.
- Juan Grandinetti como Santos Rearte.
- Yoska Lázaro como Manuel Ochoa.
- Tomás Stadler como Juan Segundo.
- Kevin Schiele como Sargento Byrd.
- Sean MacKeown como Teniente Lawrence.

### Secundarios
- Nicolás Stadler como Juan Segundo II.
- Oscar Di Sisto como Cura I.
- Julio Lester como Cura II.
- Leandro Melián como Oficial I.
- Facundo Dillon como Oficial II.
- Pablo Gianello como Soldado.

## Premios y nominaciones

### Participación en festivales de cine
- Pantalla Pinamar (2015) .

### Premios Cóndor de Plata
La película participó de la 64° edición de los Premios Cóndor de Plata, que se llevó a cabo en junio de 2016.
| Año  | Categoría       | Nominado(a)        | Resultado |
| ---- | --------------- | ------------------ | --------- |
| 2016 | Mejor vestuario | Camila Videla Peña | Nominada  |